# Manoir de Kerbiquet
Le manoir de Kerbiquet est situé à Gourin, au lieu-dit Kerbiquet. Il a conservé une belle galerie à arcades de pierre ainsi qu'un puits inscrit au titre des monuments historiques par arrêté du 20 mars 1934.

## Histoire
Le manoir actuel a été construit entre 1564 et 1580 par Louis Guégant, procureur royal de Gourin, ainsi que l'indique une inscription en moyen breton sur la façade avec la date 1580. En français la traduction est : « A leurs amis sans faute et à leur postérité est dédiée cette maison faite par Louis Guégant et Catherine Glévédé ». La seigneurie de Kerbiquet appartient à la famille Guégant de 1445 à 1663. Elle passe à François du Fresnay, baron du Faouët, par son mariage avec Jacquette-Marie Guégant, l'unique héritière du chevalier Claude Guégant. En 1754, le manoir devient la propriété de Jean Joseph Euzennou de Kersalaün
Le 29 juin 1675, lors de la Révolte des bonnets rouges, « à l'issue de la grand-messe, des paysans de Gourin, Leuhan, Roudouallec, plus de 200 personnes, conduites par Guillaume Morvan, cassèrent à coups de pierre les portes et fenêtres de François Jan, sergent de la juridiction de Carhaix, et le frappèrent "disant qu'il avait la gabelle" » ; le lendemain ils se rendirent au manoir de Kerbiquet et firent signer au sieur de Kerbiquet et à celui de Kerstang "toutes les déclarations qu'ils voulurent".

## Architecture
Le manoir a subi de nombreuses destructions. Le mur de clôture est en ruine ainsi que le monumental portail à portes cochère et piétonne (autrefois timbré des armes des Guégant). La chapelle dédiée à Saint Conogan a été abattue et ses pierres ont servi à construire le moulin de Kerbiquet. Le colombier est entièrement détruit et les communs sont modernes. Seul le logis et le puits subsistent. La hauteur du logis a été réduite de deux mètres au XIXe siècle, ce qui a entraîné la disparition des lucarnes. Cependant il a encore fière allure avec sa belle galerie de quatre arcades sur la façade, portés par des colonnes rondes à chapiteau. Les arcades sont exceptionnelles dans la région et indiquent un manoir important. Il en existait au manoir de Diarnelez et aux châteaux du Faouët et de Pontcallec. Une belle porte avec un fronton à volutes et des pilastres donne accès à la grande salle par un large escalier de pierre. Dans la cour, le remarquable puits dont la margelle est d'une seule pierre, est de forme octogonale et présente des sculptures dans le style de la Renaissance,.

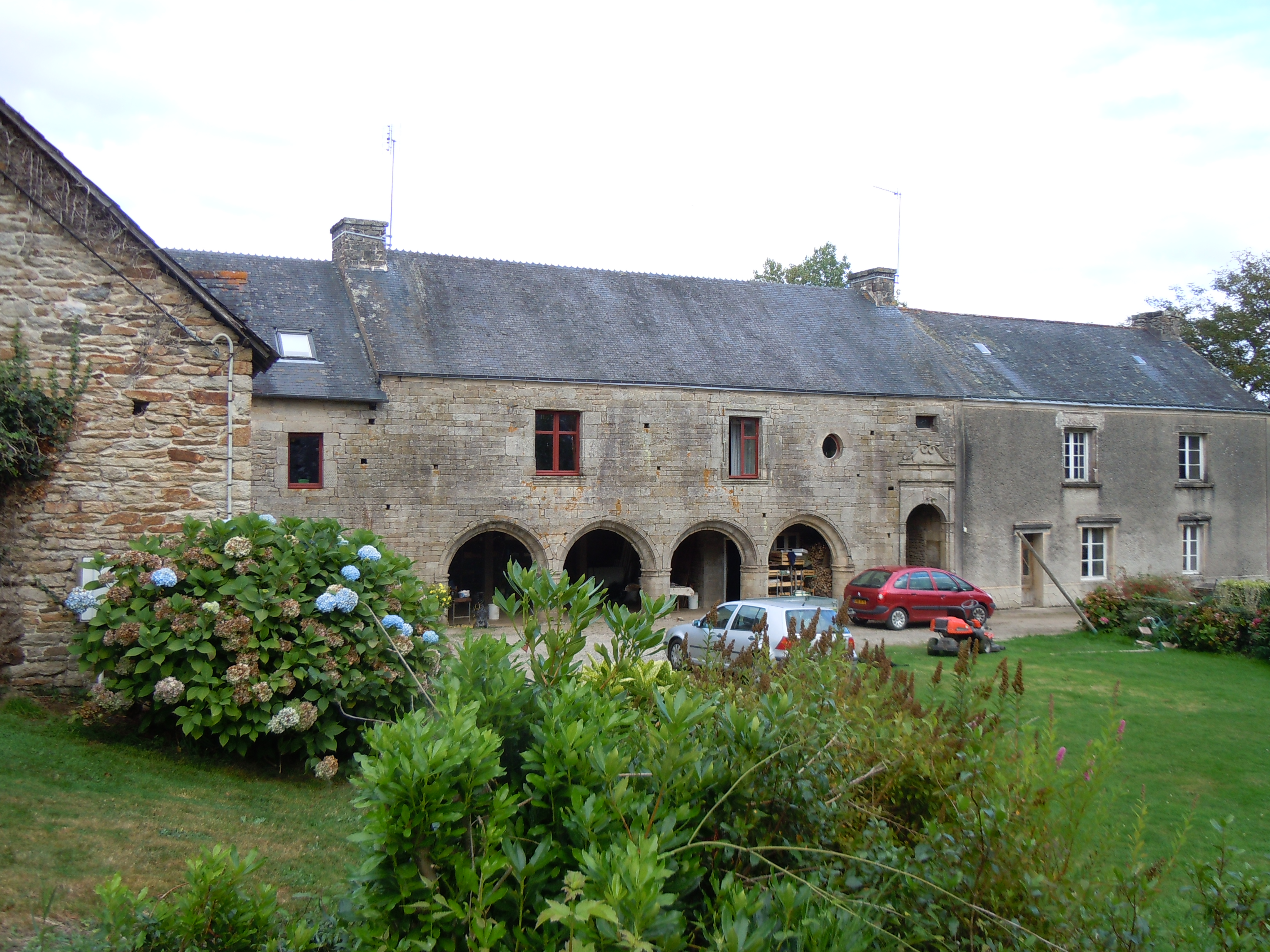
Façade du manoir avec sa galerie à arcades.

## Photographies anciennes
Le château de Kerbiquet tel qu'il était il y a un peu plus d'un siècle.

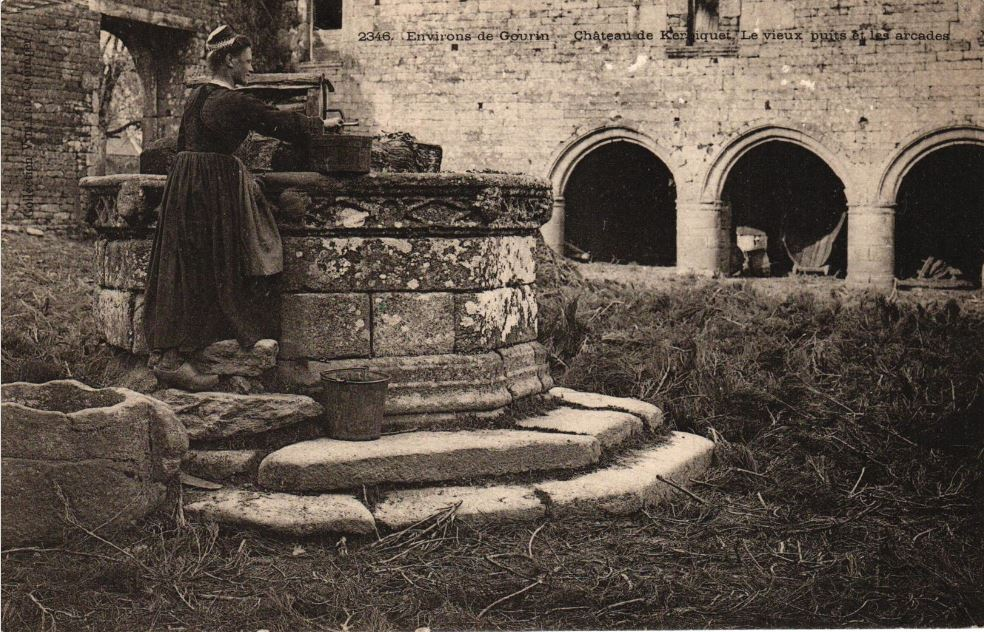
Le château de Kerbiquet vers 1900 avec ses arcades et le vieux puits (carte postale Villard).
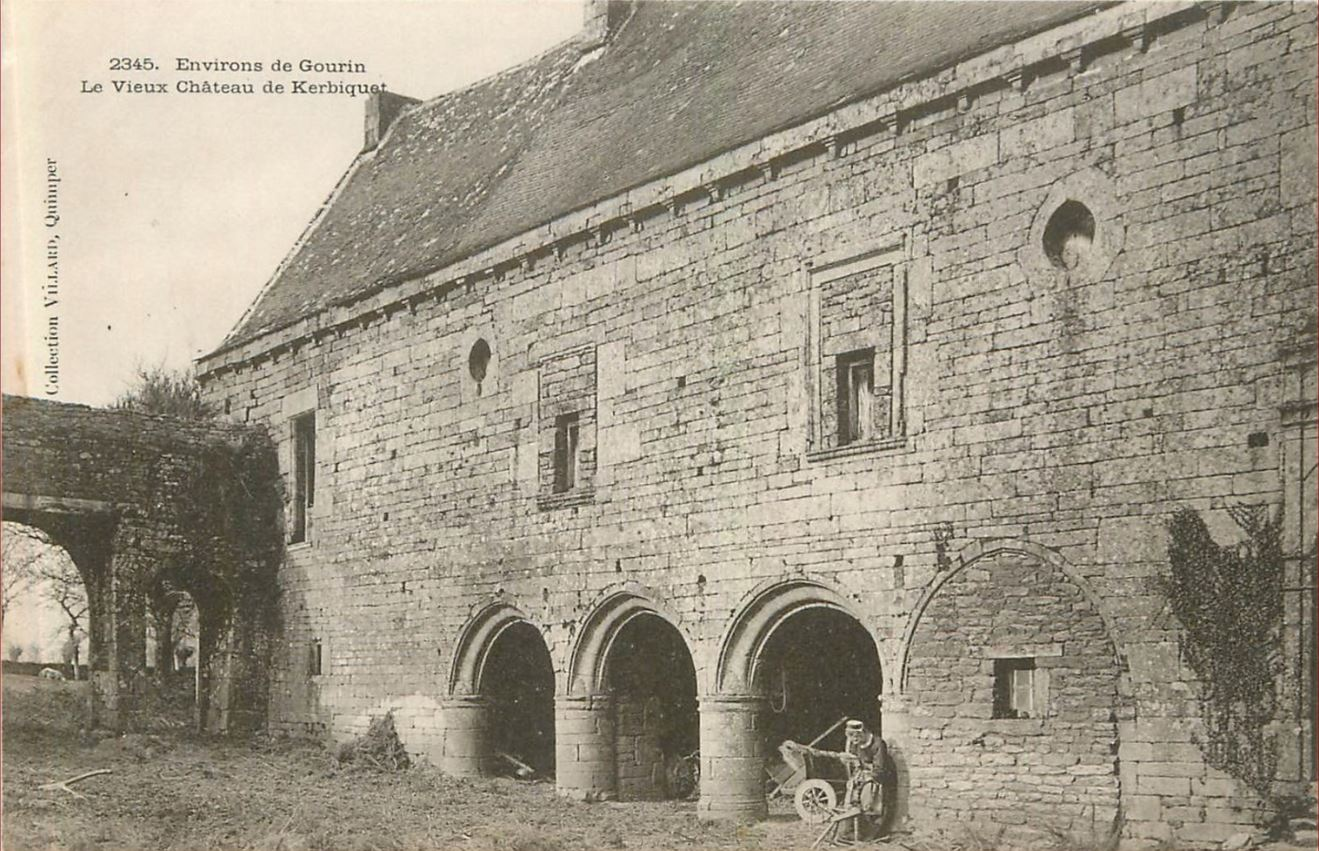
Le château de Kerbiquet vers 1900, avec ses arcades et le portail à portes cochère et piétonne (carte postale Villard).